# VEO
VEO, dat staat voor Voorburg En Omstreken, is een in 1920 opgerichte christelijke korfbalvereniging uit de Nederlandse plaats Voorburg. De vereniging, die ruim 300 leden telt vanaf de jongste welpen tot aan veteranen en recreanten, heeft statutair als doel het bevorderen van de korfbalsport en de ontspanning van haar leden. VEO speelt op het veld op het Voorburgse sportpark Westvliet (eigenlijk Haags grondgebied) en in de zaal in Voorburgse sporthal Essesteijn.
VEO heeft lange tijd deel uitgemaakt van de Christelijke Korfbal Bond (C.K.B.) totdat deze fuseerde tot het huidige Koninklijk Nederlands Korfbal Verbond. Binnen de C.K.B. speelde VEO in haar beginjaren lang een toonaangevende rol met als sportieve hoogtepunten de landstitels in 1927 en 1929. In die tijd waren de jaarlijkse VOPS-series bekend. Die betroffen een jaarlijks toernooi tussen de vier oude C.K.B. verenigingen VEO, ODI, Pernix en Snel.

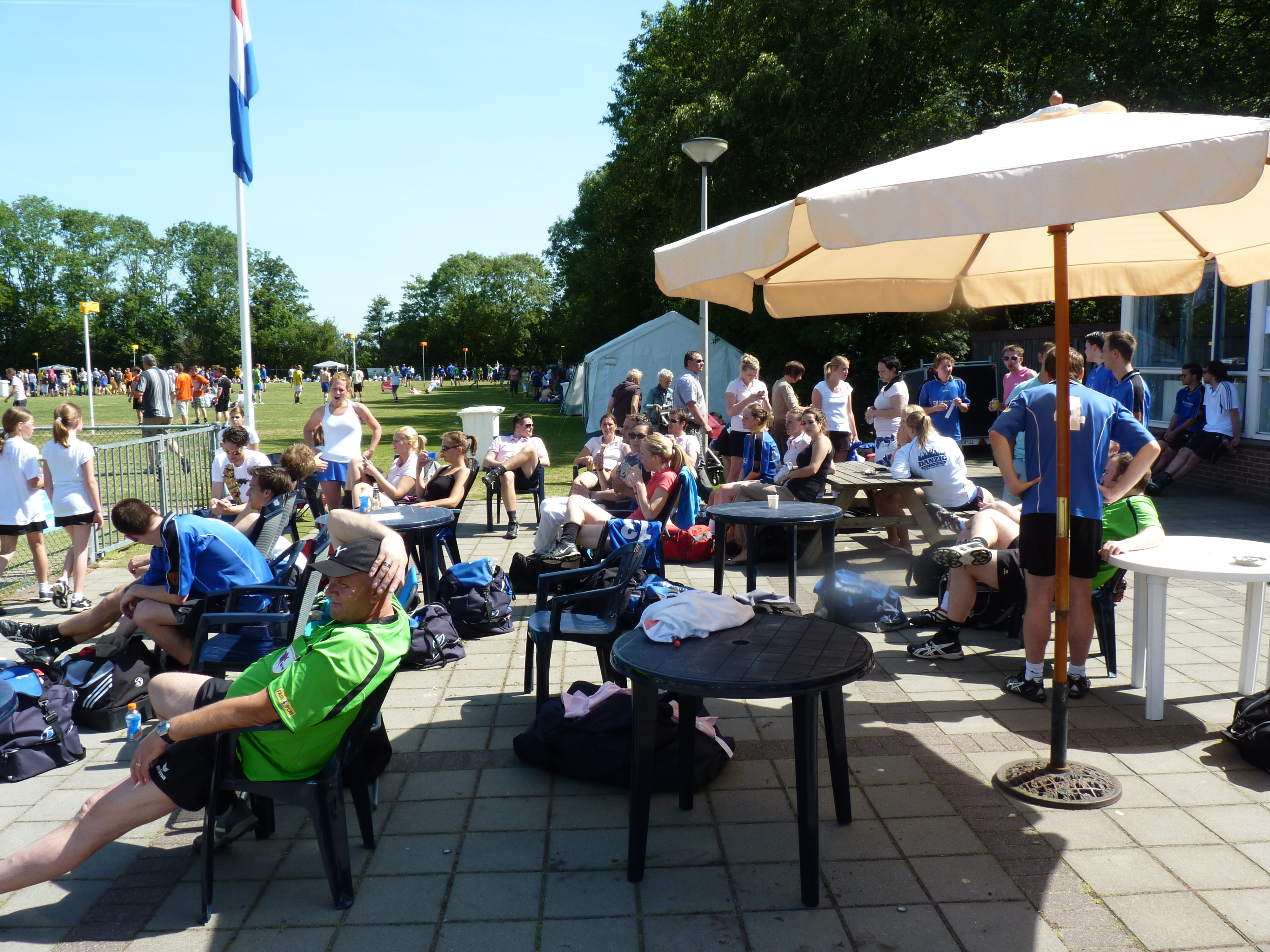
Beeld van het jaarlijkse Hemelvaartsdag toernooi

Na de vorming van het K.N.K.V. speelde VEO jarenlang in de Overgangsklasse, maar zag het nooit kans om de stap naar het hoogste niveau te maken. Eind jaren tachtig zakte de club terug naar het district, met als dieptepunt een degradatie naar de 3e klasse in 2003. Vanaf dat punt werd met een vernieuwd technisch beleid aan een weg terug gewerkt (operatie "Vitaminepil") wat uiteindelijk resulteerde in de terugkeer in 2008 van VEO in de (zaal) Overgangsklasse. Hoewel het seizoen 2008-2009 uiteindelijk tot degradatie leidde, is VEO inmiddels een stabiele eerste klas vereniging met een sterke jeugdopleiding.
Het jaarlijkse Hemelvaartsdagtoernooi, dat al bijna veertig jaar wordt georganiseerd, is een van de grootste korfbaltoernooien van Nederland met ruim 200 deelnemende teams.

## Het clubblad en de website
Onder de naam ’V.E.O.-Nieuws’ verschijnt in november 1932 het eerste clubblad. Later uitgaven droegen de naam "De VEO Gong" "Uit de VEO korf". 
In augustus 1999 werd de eerste website over VEO op internet gezet. In 2008 kwam er een vernieuwde website deze zorgde ervoor dat het VEO krantje niet meer nodig was.

## Nieuwe kunstgrasvelden
In 2020 zijn er nieuwe kunstgrasvelden aangelegd volgens de dan geldende maat 30x60m

## Nieuw clubhuis
Op zaterdag 21 maart 2015 is een nieuw clubhuis van geopend.

## Erelijst
Algemeen:
- 2009 VEO 1 sportploeg van het jaar van de gemeente Leidschendam-Voorburg (over 2008)

Veldkorfbal:
- 1927 Nederlands Kampioen (CKB)
- 1929 Nederlands Kampioen (CKB)
- 2007 4de plaats Kampioenschap van Nederland (D-pupillen)
- 2010 2de plaats Nederlands Kampioenschap District teams (B-aspiranten)

Zaalkorfbal:
- 2003 Nederlands Kampioen District teams (B-aspiranten)
- 2005 Nederlands Kampioen District teams (A-junioren)
- 2007 2de plaats Nederlands Kampioenschap District teams (B-aspiranten)